# Ariel (město)
Ariel, přesnější přepis Ari'el (hebrejsky אריאל‎; arabsky أرئيل‎ či اريئيل‎, v oficiálním přepisu do angličtiny Ari'el) je izraelská osada a město na Západním břehu Jordánu v distriktu Judea a Samaří.

## Geografie
Nacházejí se v nadmořské výšce 560 metrů v biblické oblasti Samařska, poblíž starověké vesnice Timnat Sera, cca 35 kilometrů severoseverozápadně od historického jádra Jeruzaléma, asi 40 kilometrů severovýchodně od Tel Avivu, asi 35 kilometrů západně od řeky Jordán, přibližně 15 kilometrů jihozápadně od města Nábulus, cca 20 kilometrů severně od města Ramalláh a cca 20 kilometrů jihovýchodně od města Kalkílija.
Město zaujímá protáhlý terénní hřbet. Na oblast kolem Tel Avivu je napojeno dálnicí číslo 5, na Jeruzalém dálnicí číslo 60.

## Jméno
V hebrejštině znamená Ariel (vyslovuje se Ari'el) doslova „Lev Boží.“ Ari (lev) je v hebrejštině rovněž synonymem pro statečnost a odvahu a je symbolem kmene Judy. Poznámka: "arí-él" býva vykladáno jako "ohniště boží", tj. "oltářní ohniště" (viz Ez 43, 15-16). V Tanachu je Ariel jedno ze jmen používaný pro Jeruzalém a Jeruzalémský chrám. V červenci 2009 oznámil dlouholetý starosta města Ron Nachman, že Ariel bude pojmenován po bývalém izraelském předsedovi vlády Arielovi Šaronovi. Název obce tedy má zůstat stejný, ale změnit se má jeho vysvětlení. Rozhodla o tom městská rada a její návrh byl pak zaslán zvláštnímu státnímu výboru ("Name Committee") pro konečný souhlas.

## Dějiny
Ariel byl založen roku 1978. Toho roku se na vyvýšené ploše uprostřed historického Samařska usadilo čtyřicet rodin pod vedením Rona Nachmana, který se později stal dlouholetým starostou nové osady. Během 80. let 20. století se z Arielu stala nejlidnatější izraelská osada v Samařsku. V roce 1982 zde byla založena Vyšší škola, která získala roku 2005 status univerzity (oficiálně zvaná Arielská univerzita). V roce 2009 se zde uvádí 8 500 studentů. V roce 2011 tu studovalo již 14 tisíc studentů. V září 2012 schválila vláda povýšení statutu univerzitního centra na plnohodnotnou univerzitu, osmou v Izraeli.
V prosinci 2012 byl tento proces završen schválením ministrem obrany Barakem.
Status města získal Ariel od ministerstva pro vnitřní záležitosti v roce 1998. Ariel je jednou z mála velkých izraelských osad, která se nachází hluboko ve vnitrozemí Západního břehu Jordánu, což z ní tvoří potenciálně kontroverzní územní problém. Zatímco Izrael považuje Ariel za oblast, kterou si hodlá podržet i po případných mírových vyjednáváních s Palestinci, Palestinci namítají, že Ariel a přilehlý koridor (někdy je tento blok osad nazýván Guš Ari'el) spojující město s Izraelem v hranicích z doby před rokem 1967 naruší územní soudržnost budoucího palestinského státu. Část koridoru spojujícího Ariel s Izraelem v mezinárodně uznávaných hranicích byla po roce 2002 zapojena do Izraelské bezpečnostní bariéry. V části okolí samotného města Ariel ale bariéra nebyla dle stavu k roku 2009 ještě dokončena.

## Demografie
Podle údajů z roku 2009 tvořili naprostou většinu obyvatel Židé – cca 14 200 osob (včetně statistické kategorie "ostatní", která zahrnuje nearabské obyvatele židovského původu ale bez formální příslušnosti k židovskému náboženství, cca 17 400 osob). Pobývá tu i několik tisíc židovských imigrantů z bývalého Sovětského svazu.
Jde o větší obec městského typu s dlouhodobě stagnující populací. K 31. prosinci 2017 zde žilo 19 600 lidí. Je pátou největší izraelskou komunitou na územích, které Izrael získal po šestidenní válce v roce 1967. Populační růst Arielu ovšem od konce 90. let 20. století výrazně zaostává za přírůstky v jiných osadách a celkový počet obyvatel spíše stagnuje. Starosta Ron Nachman v září 2009 kritizoval nedostatek nových bytů a prohlásil, že „Ariel by měl být městem s 35 000 obyvateli a nikoliv necelými 20 000.“
| Rok            | 1980 | 1981 | 1982  | 1983  | 1984  | 1985  | 1986  | 1987  | 1988  | 1989  | 1990  |
| -------------- | ---- | ---- | ----- | ----- | ----- | ----- | ----- | ----- | ----- | ----- | ----- |
| Počet obyvatel | 700  | 880  | 1 340 | 1 340 | 2 050 | 3 220 | 4 480 | 5 300 | 6 160 | 7 000 | 8 010 |

| Rok            | 1991  | 1992   | 1993   | 1994   | 1995   | 1996   | 1997   | 1998   | 1999   | 2000   |
| -------------- | ----- | ------ | ------ | ------ | ------ | ------ | ------ | ------ | ------ | ------ |
| Počet obyvatel | 9 050 | 10 400 | 11 800 | 12 800 | 13 800 | 14 300 | 14 300 | 14 400 | 15 100 | 15 600 |

| Rok            | 2001   | 2002   | 2003   | 2004   | 2005   | 2006   | 2007   | 2008   | 2009   | 2010   | 2011   | 2012   | 2013   | 2014   | 2015   | 2016   | 2017   |
| -------------- | ------ | ------ | ------ | ------ | ------ | ------ | ------ | ------ | ------ | ------ | ------ | ------ | ------ | ------ | ------ | ------ | ------ |
| Počet obyvatel | 16 000 | 16 300 | 16 500 | 16 400 | 16 500 | 16 400 | 16 600 | 16 716 | 17 559 | 17 700 | 17 800 | 18 200 | 18 100 | 18 400 | 18 700 | 19 200 | 19 600 |

* údaje (kromě let 2008 a 2009) zaokrouhleny na stovky